# ヘンリー・スレイド
ヘンリー・スレイド（Henry Slade、1993年3月19日 - ）は、プレミアシップエクセター・チーフスに所属するラグビーユニオン選手。

## プロフィール
- イングランド・プリマス出身。
- ポジションはスタンドオフ(SO)、センター(CTB)。
- 身長 191cm、体重 96kg
- U20イングランド代表に選ばれたことがある[1]。
- イングランド代表キャップは34（2020年12月現在）でラグビーワールドカップ2015・ラグビーワールドカップ2019のイングランド代表に選ばれた[2]。

## 略歴
プリマスを経て、2011年、エクセター・チーフスに加入。 